# Powstanie norylskie
Powstanie norylskie (ros. Норильское восстание) – bunt więźniów łagru w Norylsku latem 1953 roku.
W okolicach Norylska działały co najmniej dwa łagry, których więźniowie pracowali w kombinacie niklowym: 
- Norylski Obóz Poprawczy (akronim rosyjski: Norilłag) – liczba więźniów tego obozu wzrastała stale aż do śmierci Stalina w 1953 i osiągnęła we wczesnych latach pięćdziesiątych około 70 tysięcy osób.
- Obóz specjalny nr 2 (tzw. „Obóz Górny” / „Gorłag”), w którym internowano w szczególnie ciężkich warunkach więziennych dodatkowo około 20 tysięcy (prawie wyłącznie „politycznych”) więźniów. Właśnie w tym obozie latem 1953, parę miesięcy po śmierci Stalina, wybuchło powstanie więźniów, które trwało wiele miesięcy.

Więźniowie żądali między innymi polepszenia warunków, prawnego postępowania przeciwko personelowi więziennemu za dokonane przestępstwa, a także generalnego sprawdzenia wszystkich przypadków więźniów skazanych za przestępstwa polityczne (tzw. „kontrrewolucyjne”). 
Specjalna komisja z Moskwy stwierdziła prawdę w wielu, jednakże nie we wszystkich punktach żądanych przez więźniów. W wyniku tego w niektórych oddziałach obozu więźniowie ponownie podjęli pracę. Jednakże krótko potem administracja obozu zaczęła izolować przywódców powstania od pozostałych więźniów. 
Spowodowało to ponowny wybuch powstania. Administracja obozu złamała ten opór w drastyczny sposób, szturmując jednocześnie każdy oddział obozu jednostkami specjalnymi, w wyniku czego zginęły dziesiątki więźniów. Wielu więźniów biorących udział w powstaniu było systematycznie dręczonych, informowano także w pojedynczych przypadkach o rozstrzeliwaniu więźniów. Ponad tysiąc więźniów zostało przeniesionych do innych obozów.